# Walter Hartmann
Walter Hartmann, nemški general, * 23. julij 1891, † 11. marec 1977.